# 察隅润楠
察隅润楠（学名：Machilus chayuensis）为樟科润楠属下的一个种。

## 扩展阅读
維基物種上的相關：察隅润楠